# Abers - Côte des légendes
Abers - Côte des légendes este o arie protejată (sit de importanță comunitară — SCI) din Franța întinsă pe o suprafață de 22.684 ha, din care 94 % marine.

## Localizare
Centrul sitului Abers - Côte des légendes este situat la coordonatele 48°36′22″N 4°37′30″W / 48.60611°N 4.625°V.

## Înființare
Situl Abers - Côte des légendes a fost declarat arie specială de conservare în baza directivei 92/43 din 1992 referitoare la conservarea habitatelor naturale și a faunei și florei sălbatice pentru a proteja 1 specie de plante și 10 specii de animale.

## Biodiversitate
Situată în ecoregiunea atlantică, aria protejată conține 22 de habitate naturale: Golfuri mici largi și golfuri puțin adânci, Recifuri, Lagune de coastă, Liziere de ierburi înalte hidrofile de câmpie și de nivel montan până la alpin, Estuare, Pășuni atlantice udate de apa mării (Glauco-Puccinellietalia maritimae), Dune cu Salix repens ssp. argentea (Salicion arenariae), Pajiști uscate europene, Faleze cu vegetație de pe coastele atlantice și baltice, Tufărișuri halo-nitrofile (Pegano-Salsoletea), Bancuri de nisip acoperite în permanență slab de apă marină, Vegetație perenă pe țărmurile stâncoase, Vegetație anuală la limita mareei, Terase mlăștinoase și terase nisipoase neacoperite de apă la reflux, Dune mobile cu vegetație embrionară, Dune de coastă fixe cu vegetație erbacee („dune gri”), Pante stâncoase silicioase cu vegetație casmofită, Dune mobile de-a lungul țărmului cu Ammophila arenaria („dune albe”), Salicornia și alte specii anuale care populează regiunile mlăștinoase și nisipoase, Depresiuni intradunale umede, Păduri de fag Asperulo-Fagetum, Păduri de fag acidofile atlantice, cu subarboret de Ilex și, uneori, de asemenea, Taxus, la nivelul arbuștilor (Quercion robori-petraeae sau Ilici-Fagenion).
La baza desemnării sitului se află mai multe specii protejate:
- plante (1): moșișoare (Liparis loeselii)
- mamifere (7): liliac cârn (Barbastella barbastellus), Halichoerus grypus, vidră de râu (Lutra lutra), focă obișnuită (Phoca vitulina), marsuin (Phocoena phocoena), liliacul mare cu potcoavă (Rhinolophus ferrumequinum), delfin mare (Tursiops truncatus)
- nevertebrate (2): Coenagrion mercuriale, Elona quimperiana
- pești (1): somonul (Salmo salar)

Pe lângă speciile protejate, pe teritoriul sitului au mai fost identificate 6 specii de plante, 2 specii de păsări, 3 specii de mamifere, 3 specii de pești.